# Tșceneț, Mostîska
Tșceneț (în ucraineană Тщенець) este localitatea de reședință a comunei Tșceneț din raionul Mostîska, regiunea Liov, Ucraina.

## Demografie
Componența lingvistică a localității Tșceneț
     Ucraineană (64,22%)
     Polonă (34,73%)
     Alte limbi (0,87%)
Conform recensământului din 2001, majoritatea populației localității Tșceneț era vorbitoare de ucraineană (64,22%), existând în minoritate și vorbitori de polonă (34,73%).